# William Knight (pirata)
William Knight (Inghilterra, ... – 1689) è stato un pirata inglese.

## Biografia
Di William Knight si hanno notizie poco certe, visse probabilmente a Port Royal in Giamaica dal 1675, e nel settembre del 1684 con 50 uomini al seguito si spostò a razziare le coste dell'istmo di Panama. Alcuni dei suoi uomini lo lasciarono nel corso di queste operazioni, preferendo unirsi a gruppi di altri capitani pirati come Francis Townley, Edward Davis e Charles Swan, oltre che ai bucanieri francesi Francois Grogniet e Jean L'Escuyer. Knight ed il resto della sua ciurma si spostarono presso El Salvador nel marzo del 1685.
Nel giugno di quell'anno attaccarono la flotta spagnola ma vennero costretti alla ritirata: i gruppi di pirati inglesi e francesi si accusarono reciprocamente dell'assalto fallito di Remedios. Knight, Swan, Townley e Peter Harris partirono poi a luglio per operare in Nicaragua, saccheggiando León e Realejo ma ottenendo  scarsi risultati .
Davis e Knight si spostarono in Perù a settembre, razziando le coste nel 1686. Nel marzo di quell'anno razziarono Saña raccogliendo più di 100.000 pesos (£25.000) e quello fu una dei più ricchi saccheggi di denaro dell'era dei bucanieri. Un'incursione a Paita risultò meno proficua ma diede modo ai pirati di Knight di catturare 40 schiavi che vennero liberati ed uniti alla loro ciurma. Le razzie continuarono in estate, raccogliendo altre 5000 sterline nel solo mese di luglio a titolo di riscatto per la mancata razzia della città di Pisco, sempre in Perù. Dopo aver diviso il bottino alle isole Juan Fernandez a novembre (ogni uomo ricevette 1250 sterline di premio), Knight tornò nei Caraibi passando per Capo Horn. La ciurma di Davis scelse invece di rimanere nel Pacifico per continuare le proprie incursioni e razziarono Arica, in Cile, assistiti da un gruppo francese comandato da Pierre Le Picard col quale conquistarono Guayaquil.
Knight probabilmente si stabilì  in Virginia, e nel 1688 venne chiamato a testimoniare in Giamaica contro i bucanieri francesi che erano salpati con Townley. L'esploratore inglese e bucaniere William Dampier (che era salpato con Davis) riportò come il capitano Knight fosse ancora attivo nell'oceano Indiano nel 1689 e che si era unito con la ciurma di Swan a bordo della Cygnet. Si hanno in ultimo notizie di loro razzie al largo di Acheen e Johanna e poi Coromandel.